# غوستاف برتراند
غوستاف برتراند (بالفرنسية: Gustave Bertrand)‏ هو رياضياتي فرنسي، ولد في 17 ديسمبر 1896 في نيس في فرنسا، وتوفي في 23 مايو 1976 في تولون في فرنسا.